# Björn Borg
Björn Rune Borgⓘ (Estocolmo, 6 de junho de 1956) é um ex-tenista profissional sueco que foi N° 1 do mundo em simples.
Björn Borg nasceu em Estocolmo e cresceu na cidade de Södertälje, na Suécia. Ganhou, durante dez anos (1973 - 1983), 56 torneios, somando cerca de 100 milhões de dólares em prêmios e contratos de publicidade.
Ganhou cinco vezes o Torneio de Wimbledon (1976, 77, 78, 79 e 80), seis vezes o Torneio de Roland-Garros (1974, 75, 78, 79, 80 e 81). Em 1979 e 1980, ele terminou a temporada como o número 1 do ranking mundial.
Em 2014, Borg foi considerado pela Revista Tênis um dos "10 tenistas que transformaram a forma como o tênis é jogado". Segundo a revista, "alguns creditam a Bjorn Borg a primazia do uso do topspin no tênis devido ao sucesso que ele alcançou ao golpear todas as bolas com esse efeito. Apesar de o sueco não ter sido o primeiro a usar essa técnica como arma, foi sim ele quem instituiu a era do topspin no esporte".
Deixou as quadras prematuramente aos 26 anos. Anunciou o abandono dia 23 de Janeiro de 1983, através de um jornal sueco chamado “Kvallposten”: “Não consigo dar 100% e se não consigo fazer isso não é justo continuar. Se queres chegar ao topo, o tênis tem de ser divertido, e eu já não sinto isso. É por isso que desisto.” Aos 26 anos, Björn Borg punha um ponto final na sua carreira.
Em 1974, com apenas dezessete anos, Borg vence o Torneio de Roland-Garros, tornando-se o mais jovem do mundo a conquistar um torneio do Grand Slam. Era marcado também pelo seu grande físico.
Na Copa Davis, Borg ainda detém o recorde da competição de mais longa série de vitórias em simples: ele ganhou 33 jogos de simples da Davis entre maio de 1973 e junho de 1980. Na competição, Borg perdeu apenas três de suas 40 partidas de simples em 21 confrontos que disputou, ajudando a Suécia a ganhar o título em 1975.
A frieza que o marcava em cada partida rendeu-lhe o apelido de "Iceborg". Três casamentos desfeitos (com a tenista romena Mariana Simionescu, a top model sueca Jannike Bjoerling e a cantora italiana Loredana Bertè) e um rombo de 30 milhões de dólares nos negócios levaram Borg a uma tentativa de suicídio, em Fevereiro de 1989, na cidade de Milão. Ele tomou vinte cápsulas do hipnótico Rohypnol.
Em 1992, Borg foi ainda condenado a pagar uma pensão de 20 mil dólares por mês a sua ex-mulher Loredana Bertè. Os dois ficaram casados quatro anos, época em que ela tentou o suicídio duas vezes. No processo, Loredana acusou Borg de destruir sua carreira.

## Recordes
- Melhor percentual de vitórias na carreira: 82,6% (com 609 vitórias e 127 derrotas)
- Maior número de jogos seguidos vencidos no quinto set: 13 (de 1976 a 1980)
- Mais longa série de vitórias em simples na Copa Davis: 33 (entre maio de 1973 e junho de 1980).

Borg entrou para o International Tennis Hall of Fame em 1987.

## Citações de terceiros
O filósofo francês Gilles Deleuze, na famosa entrevista do Abecedário, cita sua relação amadora com o tênis e fala sobre Borg, dizendo que a popularização do esporte se deu devido às mudanças operadas pelo estilo do tenista sueco. Para o filósofo, havia dois tipos de campeões: os criadores e os não-criadores. Se os não-criadores são aqueles que usam estilos já existentes de uma forma competente, os criadores construiriam estilos diferenciados, possuindo seguidores (eles são estilistas, na definição de Deleuze).
Deleuze comenta o surgimento do estilo de Borg dizendo que ele cria o esporte popular, na invenção de um novo jogo, mesmo depois de já ser consagrado. Este estilo, para o filósofo, era "um estilo de fundo de área, recuo total, liftage e proximidade de rede". Diz: "qualquer proletário ou executivo menor pode entender esse jogo", o que seria uma grande conquista para o tênis.

## Grand Slam finais

### Simples: 16 finais (11 títulos, 5 vices)
| Resultado | Ano  | Campeonato           | Piso   | Oponente         | Placar                            |
| --------- | ---- | -------------------- | ------ | ---------------- | --------------------------------- |
| Campeão   | 1974 | Aberto da França     | Clay   | Manuel Orantes   | 2–6, 6–7(1–7), 6–0, 6–1, 6–1      |
| Campeão   | 1975 | Aberto da França     | Clay   | Guillermo Vilas  | 6–2, 6–3, 6–4                     |
| Campeão   | 1976 | Wimbledon            | Grama  | Ilie Năstase     | 6–4, 6–2, 9–7                     |
| Vice      | 1976 | US Open              | Saibro | Jimmy Connors    | 4–6, 6–3, 6–7(9–11), 4–6          |
| Campeão   | 1977 | Wimbledon (2)        | Grama  | Jimmy Connors    | 3–6, 6–2, 6–1, 5–7, 6–4           |
| Campeão   | 1978 | Aberto da França (3) | Saibro | Guillermo Vilas  | 6–1, 6–1, 6–3                     |
| Campeão   | 1978 | Wimbledon (3)        | Grama  | Jimmy Connors    | 6–2, 6–2, 6–3                     |
| Vice      | 1978 | US Open              | Duro   | Jimmy Connors    | 4–6, 2–6, 2–6                     |
| Campeão   | 1979 | Aberto da França (4) | Saibro | Víctor Pecci     | 6–3, 6–1, 6–7(6–8), 6–4           |
| Campeão   | 1979 | Wimbledon (4)        | Grama  | Roscoe Tanner    | 6–7(4–7), 6–1, 3–6, 6–3, 6–4      |
| Campeão   | 1980 | French Open (5)      | Saibro | Vitas Gerulaitis | 6–4, 6–1, 6–2                     |
| Campeão   | 1980 | Wimbledon (5)        | Grama  | John McEnroe     | 1–6, 7–5, 6–3, 6–7(16–18), 8–6    |
| Vice      | 1980 | US Open              | Duro   | John McEnroe     | 6–7(4–7), 1–6, 7–6(7–5), 7–5, 4–6 |
| Campeão   | 1981 | Aberto da França (6) | Saibro | Ivan Lendl       | 6–1, 4–6, 6–2, 3–6, 6–1           |
| Vice      | 1981 | Wimbledon            | Grama  | John McEnroe     | 6–4, 6–7(1–7), 6–7(4–7), 4–6      |
| Vice      | 1981 | US Open              | Duro   | John McEnroe     | 6–4, 2–6, 4–6, 3–6                |

## Masters Grand Prix finais

### Simples: 4 finais (2 títulos, 2 vices)
| Resultado | Ano  | Campeonato | Piso    | Oponente         | Placar        |
| --------- | ---- | ---------- | ------- | ---------------- | ------------- |
| Vice      | 1975 | Estocolmo  | Carpete | Ilie Năstase     | 2–6, 2–6, 1–6 |
| Vice      | 1977 | New York   | Carpete | Jimmy Connors    | 4–6, 6–1, 4–6 |
| Campeão   | 1979 | New York   | Carpete | Vitas Gerulaitis | 6–2, 6–2      |
| Campeão   | 1980 | New York   | Carpete | Ivan Lendl       | 6–4, 6–2, 6–2 |

## WCT championship finais

### Simples: 4 finais (1 título, 3 vices)
| Resultado | Ano  | Campeonato | Piso        | Oponente        | Placar             |
| --------- | ---- | ---------- | ----------- | --------------- | ------------------ |
| Vice      | 1974 | Dallas     | Carpete     | John Newcombe   | 6–4, 3–6, 3–6, 2–6 |
| Vice      | 1975 | Dallas     | Carpete (i) | Arthur Ashe     | 6–3, 4–6, 4–6, 0–6 |
| Campeão   | 1976 | Dallas     | Carpete (i) | Guillermo Vilas | 1–6, 6–1, 7–5, 6–1 |
| Vice      | 1979 | Dallas     | Carpete (i) | John McEnroe    | 5–7, 6–4, 2–6, 6–7 |